# Postel (bier)
Postel is een Belgisch abdijbier. Het wordt gebrouwen door Affligem Brouwerij BDS (eigendom van Heineken), gevestigd te Opwijk.

## Achtergrond
De naam van het bier verwijst naar de Abdij van Postel, gelegen te Postel, een deelgemeente van Mol. De Norbertijnen van Postel brouwden reeds bier van in 1611. Tijdens de Franse Revolutie werden de kanunniken in 1797 uit hun abdij verdreven en moest de brouwactiviteit noodgedwongen stoppen. Na een afwezigheid van 50 jaren konden de kloosterlingen terugkeren maar het bierbrouwen werd niet meer terug opgestart. Pas in 1953 sloot Brouwerij Campina uit Dessel een overeenkomst met de Norbertijnen om het bier terug te produceren en op de markt te brengen als abdijbier. In 1988 werd de brouwerij grotendeels overgenomen door Brouwerijen Alken-Maes. De Postel-bieren werden vanaf dan geproduceerd door Brouwerij De Smedt te Opwijk. In 2000 werd deze brouwerij op haar beurt door Heineken overgenomen.

## De bieren
- Postel Blond is een blond abdijbier van 7%.
- Postel Dobbel is een donker abdijbier van 7%.
- Postel Tripel is een blonde tripel van 8,5%.
- Postel Christmas is een donker, roodbruin bier van 9%. Dit bier wordt slechts eenmaal per jaar gebrouwen en is enkel tijdens de eindejaarsperiode verkrijgbaar.